# Die Frau im U-Boot
Die Frau im U-Boot ist ein US-amerikanisches Filmdrama aus dem Jahr 1932 von Marion Gering mit Tallulah Bankhead, Gary Cooper, Charles Laughton und Cary Grant. Der Pre-Code-Film wurde von Paramount Publix produziert und basiert auf dem Roman Sirènes et Tritons, le roman de sous-marin von Maurice Larrouy.

## Handlung
U-Boot-Kommandant Sturm, dessen U-Boot vor Nordafrika operiert, ist krankhaft eifersüchtig auf jede Aufmerksamkeit, die seiner schönen Frau Diana zuteilwird, obwohl sie unschuldig an Untreue ist. Seine heftigen Wutausbrüche rühren von einer Gehirnstörung her. Aufgrund seines Verdachts lässt er seinen Ersten Offizier Lieutenant Jaeckel versetzen. 
Nach einem schrecklichen Streit mit ihrem Mann rennt Diana nachts auf die Straße und mischt sich unter die einheimische Menge. Sie trifft einen Fremden, der ihr Parfüm kauft, und sie verlieben sich, ohne zu wissen, wer der andere ist. Am nächsten Morgen stellt der Kommandant Diana seinem neuen Ersten Offizier, Leutnant Sempter, vor, dem Mann, mit dem sie die Nacht verbracht hat. Der Kommandant verdächtigt die beiden sofort, sein Verdacht wird bestätigt, als er Dianas neues Parfüm auf Sempters Taschentuch entdeckt. Diana will Sempter vor dem aufbrausenden Temperament ihres Mannes warnen, doch dieser glaubt, sie übertreibe. Nachdem er seine Frau und Sempter zur Rede gestellt hat, lässt der Kommandant das U-Boot abtauchen und sabotiert die Steuerung und das Funkgerät, sodass das U-Boot mit einem Schiff kollidiert und außer Gefecht gesetzt auf den Meeresboden sinkt. 
Diana kann der Besatzung beweisen, dass der Kommandant verrückt ist, so dass Sempter das Kommando übernimmt. Es gelingt ihm, das Boot zu retten, indem er das U-Boot flutet und alle durch die Bojenluke hinausschwimmen lässt. Sempter verlässt das Boot nach einem Kampf mit dem Kommandanten, der, da er eine Tür nicht öffnen kann, mit dem U-Boot ertrinkt. Später wird Sempter aufgrund seiner Beziehung zu Diana eines unwürdigen Verhaltens eines Offiziers für schuldig befunden. Diana wartet vor dem Gericht auf ihn und sie bekräftigen ihre Liebe zueinander.

## Hintergrund
Laut einer Pressemeldung wurde der Mechaniker Walter Sullivan während der Produktion durch einen Kamera-Schwenkarm schwer verletzt. Laut dem Presseheft wurden die Wüstenszenen auf der Lasky Ranch gedreht.
Bernard Herzbrun oblag die künstlerische Leitung. Travis Banton war für das Kostümbild zuständig. John B. Goodman schuf die mechanischen Effekte. Arthur Jacobson und Jack Mintz arbeiteten zusammen mit Bernard Herzbrun als Regieassistenten.
Peter Brocco gab sein Filmdebüt.

## Veröffentlichung
Die Premiere des Films fand am 12. August 1932 statt. 1933 kam er im Deutschen Reich und in Österreich in die Kinos.

## Kritiken
Mordaunt Hall von der The New York Times befand, dass es dem Film trotz der einfallslosen Regie einiger Szenen, der zögerlichen und oft abgedroschenen Dialoge gelinge, dank der hervorragenden Arbeit von Charles Laughton und Tallulah Bankhead und einer äußerst interessanten Klimax, etwas Außergewöhnliches zu sein und ein Film zu werden, der ständig die Aufmerksamkeit fessele.
Die Variety bemängelte, die geschickt aufgebaute Geschichte werde durch die leblose und oberflächliche Darstellung von Tallulah Bankhead beeinträchtigt, die das schwache Element in einer starken Geschichte sei.